# Su Han Yeh
Su-Han Yeh (Mandarijn: 葉樹涵) is een Taiwanees componist, muziekpedagoog, dirigent en trompettist.

## Levensloop
Yeh studeerde aan het muziekafdeling van de National Taiwan Normal University in Taipei. In 1982 kon hij met een studiebeurs van de Franse regering aan het Conservatoire national supérieur de musique in Parijs studeren onder andere trompet bij Marcel Lagorce, een voormalige leerling van Maurice André. Tegelijkertijd was hij trompettist in het symfonieorkest van Parijs. In 1984 behaalde hij zijn diploma voor trompet en speelde vervolgens trompet in het symfonieorkest van het conservatorium en in andere orkesten. 
In 1984 werd hij als solist uitgenodigd van het Singapore Symphony Orchestra. Sindsdien is hij ook docent aan de National University of Singapore en dirigeert het Jeugdorkest van Singapore. In 1986 werd hij docent en later professor aan het College of the Arts Department of Music van de National Taiwan Normal University. Verder werd hij tweede dirigent van het harmonieorkest van deze universiteit. Hij heeft de "National Taiwan Normal University Symphonic Band" begeleid op de 31e concertreis door het land in 2006 (Hualián, Táidong, Kaohsiung en Táinán). Hij werd met verschillende prijzen onderscheiden. Hij is lid van de International Trumpet Guild (ITG) en van de World Association for Symphonic Bands and Ensembles (WASBE).
Hij deed ook Masterclasses in het buitenland, bijvoorbeeld aan de University of British Columbia in Vancouver in november 2005, aan de Pontifical and Royal University of Santo Tomas - Catholic University of the Philippines in Manilla in april 2004 en aan de Universiteit van Jeju in Zuid-Korea in juli 2004.

## Composities

### Werken voor harmonieorkest
- 1992 Chinese Folk Tune, voor harmonieorkest  (Harmonieorkest PAK Wing-Heng)
- Concert, voor trompet en harmonieorkest ()
- A Legend from Yao, voor harmonieorkest (Hsinchu School Club Band)
- The Happy Sailing March
- Chansons dans le Vent du Printemp (Taiwanese Folksong)
- Le Beau Drapeau, mars
- Chinese Spring Overture